# Meet the Parents
Meet the Parents er en amerikansk komediefilm fra 2000, instrueret af Jay Roach. Hovedrollerne spilles af Ben Stiller, Robert De Niro og Teri Polo.
Meet the Parents kan beskrives som en blanding af en forviklingskomedie og romantisk komedie. Stiller og De Niro blev tildelt hver en MTV Movie Awards for deres rollepræstationer. Stiller vandt i tillæg en American Comedy Award. Filmen blev i 2001 tildelt en People's Choice Award for bedste filmkomedie. Den blev også nomineret til en Oscar i kategorien musik.
Filmen blev i 2004 efterfulgt af Meet the Fockers, og i 2010 blev den tredje film med titel, Little Fockers udgivet.

## Handling
Gaylord "Greg" Focker (Ben Stiller) er dybt forelsket i sin kæreste Pam (Teri Polo). Han er klar til at fri til hende da hun bliver afbrudt af et telefonopkald med nyheden om at lillesøsteren skal giftes. Greg indser at nøglen til Pams ringfinger ligger hos hendes frygtindgydende far, den pensionerede blomsterhandler Jack Byrnes (Robert De Niro). En tur til New York i anledning af Pams søsters bryllup ser ud til at være det rette tidspunkt for Greg til at stille det store spørgsmål. Da Greg omsider kommer til familiens fejlfrie hjem bliver han mødt af en tilsyneladende perfekt familie: en kærlig far og mor med en søn og to døtre de begge forguder, samt en højt elsket kat. Men Gregs møde med Pams autoritære far går ikke lige så glat som han havde håbet, og de to synes ikke at kunne komme overens med hinanden. Alt går galt for den forelskede unge mand, og det er heller ikke til hans fordel at han ikke bryde sig om katte og er en mandlig sygeplejer med et vulgært-lydende efternavn. Utilsigtet formår Greg at skabe den ene katastrofale situation efter den anden. På toppen af det hele viser det sig at Pams far slet ikke er en pensioneret blomsterhandler, men tidligere CIA-ansat og specialist i afhøringsteknik.

## Modtagelse
Filmen blev godt modtaget af filmkritikerne og har opnået 83 % på Rotten Tomatoes og 73 % på Metacritic.(juni 2009) BBC's filmanmelder gav den topkarakter på fem stjerner.
Den blev en stor publikumssucces og indbragte over $166 millioner på amerikanske biografer alene og over $330 millioner globalt. Den blev den syvende mest indbringende filmen i USA i 2000.

## Priser og nomineringer
| Priser - People's Choice Awards (2001) - «Favorite Comedy Motion Picture» - MTV Movie Awards (2001) - «Best Comedic Performance» - Ben Stiller - «Best Line from a Movie» - Robert De Niro - American Comedy Awards (2001) - «Funniest Actor in a Motion Picture» - Ben Stiller - ASCAP Award - «Top Box Office Films» - Randy Newman - Golden Screen | Nomineringer - Golden Globe i kategorien bedste skuespiller i filmkomedie - Robert De Niro (tabte til George Clooney i O Brother, Where Art Thou?) - Oscar «Best Original Song» - Randy Newman for "A Fool in Love" (tabte til Bob Dylan's "Things Have Changed" i Wonder Boys) - American Comedy Awards (2001) Morsomste spillefilm (Tabte til Best in Show) - Blockbuster Entertainment Award (fem nomineringer) - MTV Movie Awards (2001) «Best On-Screen Team» Robert De Niro og Ben Stiller |

## Medvirkende
- Robert De Niro: Jack Byrnes
- Ben Stiller: Gaylord 'Greg' Focker
- Teri Polo: Pam Byrnes
- Blythe Danner: Dina Byrnes
- Nicole DeHuff: Deborah Byrnes
- Jon Abrahams: Denny Byrnes
- Owen Wilson: Kevin Rawley
- James Rebhorn: Dr. Larry Banks
- Thomas McCarthy: Dr. Bob Banks
- Phyllis George: Linda Banks